# Porto Azzurro
Porto Azzurro (Longone fino al 1873, Porto Longone fino al 1947) è un comune italiano di 3 660 abitanti della provincia di Livorno in Toscana, situato sulla costa dell'Isola d'Elba e bagnato dal Canale di Piombino.

## Storia
(Girolamo Brusoni, Dell'historie universali d'Europa, 1657)

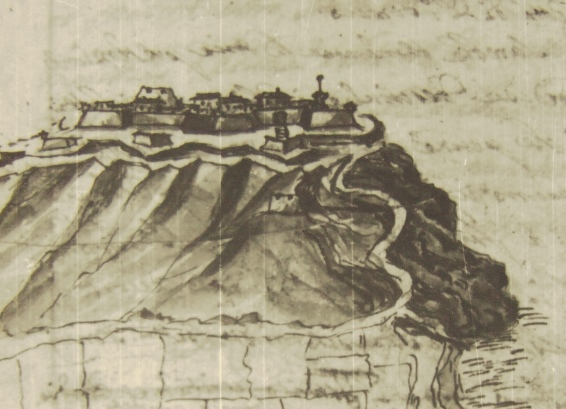
Portolongone in un disegno di Antonio Sarri (1728-1732)

In origine la località si chiamava Longone. Tale toponimo, secondo alcuni derivante dalla considerevole «lunghezza» dell'originaria insenatura, è documentato per la prima volta nella Tabula Peutingeriana (Portus Longe) e negli Annales Ianuenses di Caffaro di Rustico da Caschifellone (Longonum); secondo altre ipotesi, il nome deriverebbe dall'antica presenza di longoni (in greco antico λογγόνες o anche λιθοϰλιμένοι), ossia di bitte da ormeggio; allora si trattava di grandi massi trascinati fino alla sponda del mare, ivi conficcati profondamente nel suolo e infine guarniti di robusti ferri – probabilmente grossi anelli – ai quali si ormeggiavano le maggiori imbarcazioni.
Al largo di Porto Azzurro si trova il relitto di Punta Cera, risalente alla fine del III secolo. Portolongone fece parte dello Stato dei Presidii dal 1603 data della costruzione del nucleo fortificato chiamato Forte di Longone, insieme al presidio militare del Forte Focardo realizzato su un promontorio roccioso a chiusura della baia. Lo Stato dei Presìdi non fu mai uno Stato sovrano: nacque come possedimento della corona spagnola come appannaggio dei viceré spagnoli di Napoli in occasione del trattato di Londra (1557). Fu quindi sottoposto alla Spagna dal 1557 al 1707, passò dal 1708 al 1733 alla corona d'Austria, e, infine, dal 1733 al 1801 ai Borbone delle Due Sicilie di Napoli.
Nel 1906 Portolongone perse il paese di Capoliveri che formò il comune omonimo. Nel 1947 assunse la denominazione di "Porto Azzurro". Negli anni precedenti, il senatore Giovan Battista Queirolo scrisse: «Porto Longone marina, grazioso paese di villeggiatura e di bagni, con spiaggia finemente sabbiosa e con panorami splendidi, soggiorno prediletto di famiglie di Roma e di Toscana, meriterebbe, per le sue bellezze, che il suo nome fosse svincolato da quello che ricorda, tormentosamente, la Casa di Pena, alla quale, pur essendone assai distanziata, viene, per il nome, associata nella mente a chi non conosce la ridente stazione di bagni: per la luminosità, per la sua verdeggiante vegetazione bene le converrebbe il nome di Porto Azzurro o Porto Verde.»

### Simboli
Lo stemma comunale si presenta:
Inquartato: nel primo e nel quarto di rosso, al castello d'argento, torricellato di tre, sormontato da una stella d'oro; nel secondo e nel terzo d'argento, al delfino di verde, attortigliato intorno a un'ancora di nero, col capo in giù.
È l'unione dei simboli di due località. Il castello è quello di Porto Longone che, come simboleggiato dalla stella di sei raggi, fu innalzato sulla sommità di un promontorio da Filippo III re di Spagna nel 1604; gli smalti oro e rosso sono gli stessi della Castiglia. Il delfino attorcigliato all'ancora è simbolo di Capoliveri e ne sottolinea la vicinanza del mare.
Il gonfalone è un drappo di azzurro.

## Monumenti e luoghi d'interesse
- Santuario della Madonna di Monserrato
- Cappella del Sacro Cuore di Maria
- Chiesa della Madonna del Carmine
- Chiesa di San Giacomo Maggiore
- Forte di Longone
- Laghetto di Terranera
- Spiaggia di Barbarossa
- Spiaggia di Reale
- Cima del Monte
- Relitto di Punta Cera

### Miniere di Terra Nera e Capo Bianco
A nord-est di Porto Azzurro, a poco più di un chilometro in linea d'aria l'una dall'altra, ci sono le miniere di Terra Nera e Capo Bianco. La miniera di Terra Nera, da cui si estraeva pirite, ematite e magnetite, è diventata, in seguito agli scavi, un laghetto di acqua dolce prossimo al mare.
Dalla miniera di Capo Bianco, così chiamata per il colore delle sue rocce, si ricavava soprattutto limonite.

## Società

### Evoluzione demografica
Abitanti censiti

### Etnie e minoranze straniere
Secondo i dati ISTAT al 31 dicembre 2018 la popolazione di Porto Azzurro è per circa il 91,64% di cittadinanza italiana. La popolazione straniera residente ammontava a 308 persone, l'8,36% della popolazione. Le nazionalità maggiormente rappresentate in base alla loro percentuale sul totale della popolazione residente erano:
1. Romania, 77 – 2,09%
2. Moldavia, 67 – 1,82%
3. Germania, 36 – 0,98%
4. Ucraina, 28 – 0,76%

## Amministrazione
Di seguito è presentata una tabella relativa alle amministrazioni che si sono succedute in questo comune.
| Periodo          | Periodo           | Primo cittadino    | Partito              | Carica  | Note   |
| ---------------- | ----------------- | ------------------ | -------------------- | ------- | ------ |
| 2 giugno 1985    | 27 maggio 1990    | Maurizio Papi      | -                    | Sindaco | [ 12 ] |
| 27 maggio 1990   | 17 novembre 1993  | Maurizio Papi      | -                    | Sindaco | [ 12 ] |
| 1º dicembre 1993 | 24 aprile 1995    | Veniero Tocci      | Democrazia Cristiana | Sindaco | [ 12 ] |
| 24 aprile 1995   | 14 giugno 1999    | Gianfranco Pinotti | centro-sinistra      | Sindaco | [ 12 ] |
| 14 giugno 1999   | 16 settembre 2001 | Luciano Carmignani | centro-destra        | Sindaco | [ 12 ] |
| 28 maggio 2002   | 29 maggio 2007    | Maurizio Papi      | centro-destra        | Sindaco | [ 12 ] |
| 29 maggio 2007   | 7 maggio 2012     | Maurizio Papi      | lista civica         | Sindaco | [ 12 ] |
| 7 maggio 2012    | 12 giugno 2017    | Luca Simoni        | lista civica La vela | Sindaco | [ 12 ] |
| 12 giugno 2017   | 13 giugno 2022    | Maurizio Papi      | lista civica La vela | Sindaco | [ 12 ] |
| 13 giugno 2022   | in carica         | Maurizio Papi      | lista civica La vela | Sindaco | [ 12 ] |

## Sport

### Ciclismo
Giro d'Italia
Porto Azzurro è stata sede della cosiddetta "Grande Partenza" del Giro d'Italia nell'edizione del 1991, con il via ufficiale della corsa dato il 23 maggio dalla Strada Provinciale per Portoferraio alla volta appunto di Portoferraio, dove si concluse la prima tappa con la vittoria di Moreno Argentin. L'evento rimane l'unico in cui la città è stata sede di tappa della "Corsa Rosa".